# Wickham (Western Australia)
Wickham ist eine australische Ortschaft, die 1572 Kilometer nördlich von Perth, 33 Kilometer von Karratha entfernt und 13 Kilometer nördlich von Roebourne in der west-australischen Pilbara-Region liegt.
Die ersten Gebäude dieser Stadt wurden im Jahr 1970 am Cliffs Robe River für die Beschäftigten der Eisenerzmine Pannawonica, die im Besitz der Rio Tinto Group ist, gebaut. Das gewonnene Eisenerz wird von Port Walcott aus verschifft. Die meisten der Häuser und Gebäude des Ortes befinden sich ebenfalls im Besitz von Rio Tinto.
Wickham war ursprünglich selbstverwaltet, aber die kommunale Verwaltung wurde im Jahr 1980, als ein öffentliches Gebäude im Ort gebaut wurde, in die City of Karratha integriert.

## Söhne und Töchter von Wickham
- Travis Denney (* 1976), Badmintonspieler
- Amber Bradley (* 1980), Ruderin